# Teal'c
Teal'c este un personaj fictiv din serialul de televiziune Stargate SG-1, jucat de actorul Christopher Judge. De asemenea, apare în unele episoade ale serialului Stargate Atlantis.
Teal'c este un Jaffa. Mentorul său a fost Bra'tac. Inițial a fost șeful pazei (Primate) lui Apophis, un Mare Maestru Goa'uld. El și- a trădat fostul stăpân și zeu pentru a salva viețile echipei SG-1 și a civililor tereștri.
Face parte din echipa SG-1, fiind sub comanda colonelului Jack O'Neill, în sezonul 8 este sub comanda locotenent-colonelului Samantha Carter, în sezonul 9 sub comanda lui Cameron Mitchell . După ce a fost mult timp gazdă pentru larva Goa'uld, Teal'c ajunge să utilizeze tretonin.

## Legături externe
- Teal'c la IMDb
- Teal'c Arhivat în 28 martie 2009, la Wayback Machine. la scifi.com
- Teal'c
- Teal'c Cuts Loose: The Ultimate Christopher Judge Interview Arhivat în 28 iunie 2010, la Wayback Machine. at Sci Fi Pi: The SCI FI Channel Australia Blog